# Битва при Анкламе
Би́тва при Анкла́ме (швед. Slaget vid Anklam) — сражение между шведской армией под командованием генерал-фельдмаршала А. Эренсверда и прусской армией под командованием генерал-лейтенанта Г. Мантейфеля в ходе Померанской войны (часть Семилетней войны), произошедшее 28 января 1760 года около Анклама. Закончилось победой шведских войск.

## Последствия
Победа в этом сражении привела шведов к освобождению Померании на небольшой промежуток времени. Прусские войска отступили за реку Пене.
Моральное значение битвы заключалось в том, что в результате неё был пленён генерал Мантейфель, руководивший прусскими войсками на Померанском театре.